# Подключична артерия
Подключичната артерия (на латински: arteria subclavia) излиза през горния отвор на гръдния кош, завива дъгообразно под ключицата над I-во ребро, след което се насочва встрани към подмишничната ямка, където продължава в подмишничната артерия.
От подключичната артерия се отделят няколко клона:
- Прешленна артерия (a. vertebralis), която се отделя от изпъкналата страна на подключичната артерия. Заедно с вътрешната сънна артерия, тя участва в кръвоснабдяването на мозъка и меката мозъчна обвивка.
- Вътрешна гръдна артерия (a. thoracica interna), която се отделя от вдлъбнатата страна на подключичната артерия и малко встрани от прешленната артерия.
- Шийно-щитовиден ствол (truncus thyrocervicalis) – отделя се от горната страна на подключичната артерия. Той се разделя на други четири артерии:
  - долна щитовидна артерия (a. thyroidea inferior), отделяща клончета за гръкляна, трахеята, хранопровода и участва в кръвоснабдяването на щитовидната жлеза.
  - възходяща шийна артерия (a. cervicalis ascendens), кръвоснабдяваща мускулите на шията.
  - повърхностна шийна артерия, кръвоснабдяваща мускулите на шията.
  - напречно-лопаткова артерия (a. suprascapularis), кръвоснабдяваща мускулите на шията.
- Ребрено-шиен ствол (truncus costocervicalis) – кръвоснабдява областта за първите две междуребрия и дълбоките мускули по задната страна на шията.